# Consorzio Acqua Potabile
Consorzio Acqua Potabile é um grupo de rock progressivo italiano de Novara, originado em 1977, e ainda em atividade. Como aconteceu aos outros grupos italianos dos anos 1970, a banda conseguiu publicar o primeiro álbum somente nos anos 1990, período de reavivamento do gênero e do nascimento de etiquetas discográficas especializadas no setor.

## História
O grupo nasceu em 1977 em Boffalora sopra Ticino, província de Milão, mas foi redescoberto apenas nos anos 1990 pela etiqueta milanesa Kaliphonia que publicou um CD com as gravações de um live do mesmo ano. Após o achado, a formação se reuniu co quatro dos cinco componentes originais.
Durante a sua atividade nos anos 1970, o grupo realizou para o teatro também uma "ópera prog" de título Gerbrand, que contudo não foi jamais gravada.
A inspiração musical era de outras bandas mais conhecidas como Banco del Mutuo Soccorso e Premiata Forneria Marconi.

## Formação

### Formação atual
- Maurizio Mercandino - voz
- Silvia Carpo - coro/flauta doce
- Giovanni Di Biase - teclado
- Massimo Gorlezza - guitarra
- Chicco Mercandino - guitarra
- Maurizio Mussolin - Bateria
- Luigi Secco - baixo
- Maurizio Venegoni - teclado

### Formações anteriores
Nos anos 1970 a formação compreendia Bollea, que era também a voz do grupo, Venegoni, Gorlezza, Giancarlo Morani, ao baixo, e Pippo Avondo, na bateria.
De 1993 a 1998 a formação incluiu Paul Rosette, voz, Bollea, Venegoni, Gorlezza, Riccardo Roattino, na guitarra, e Avondo.
De 1998 a 2006 a formação passou a apresentar Luca Bonardi, na bateria.

## Discografia
- Sala Borsa live '77 (Kaliphonia, 1993)
- Nei gorghi del tempo (Kaliphonia, 1993)
- Robin delle stelle (Kaliphonia, 1998)
- Il bianco regno di Dooah (RBN, 1993)